# Прерійне божевілля

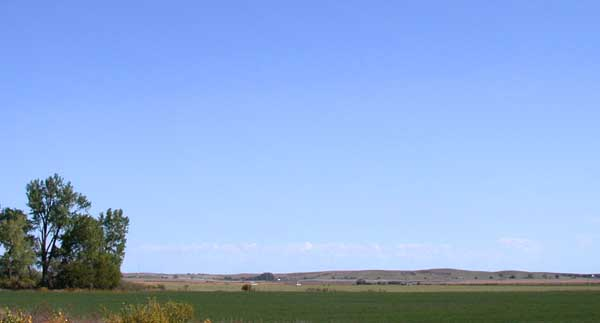
Великі рівнини на захід від Карні (Небраска)

Прерійне божевілля або прерійна лихоманка (англ. prairie madness, prairie fever) — це хвороба, яка у XIX столітті вражала європейських поселенців на Великих рівнинах під час їхньої міграції до канадських прерій та західних штатів та заселення там. Поселенці, які переїжджали з урбанізованих або відносно заселених районів у східних штатах, у прерії стикалися з ризиком психічного зриву, спричиненого суворими умовами життя та надзвичайним рівнем ізоляції. Симптоми прерійного божевілля включали клінічну депресію, замкнутість, зміни характеру та звичок, а також насильство. Іноді прерійне божевілля призводило до повернення хворого на схід або, в крайніх випадках, до самогубства.
Прерійне божевілля саме по собі не є клінічним станом, але це поширена тема в художніх та документальних творах того періоду для опису досить поширеного явища. Вперше його описав Юджин Вірджил Смоллі у 1893 році: «тривожна кількість випадків божевілля спостерігається в нових прерійних штатах серед фермерів та їхніх дружин».

## Причини
Прерійне божевілля було спричинене ізоляцією та важкими умовами життя на прерії. Рівень ізоляції залежав від топографії та географії регіону. Більшість прикладів прерійного божевілля походять з регіону Великих рівнин. Одним із пояснень такого високого рівня ізоляції був Акт про гомстед 1862 року, який передбачав, що людині буде надано ділянку площею 160 акрів (64,75 га), якщо вона зможе жити на ній і заробити на ній щось протягом п'яти років. Ферми, зазначені в Законі про гомстед, розташовувалися на відстані щонайменше півмилі одна від одної, а зазвичай — набагато більше. Хоча тут мешкали представники корінних народів, поселень європейців на рівнинах було мало, і поселенці були майже повністю надані власній долі.
Також причиною прерійного божевілля була відсутність швидкого та легкодоступного транспорту: поселенці жили надто далеко один від одного і не могли часто бачити своїх сусідів або легко дістатися до міста. У багатьох районах міста зазвичай розташовувалися вздовж залізниць на відстані 15-30 км одне від одного — достатньо близько, щоб люди могли привезти свої товари на ринок протягом дня подорожі, але недостатньо близько, щоб більшість людей могли часто бувати у місті. Це особливо стосувалося жінок, яких часто залишали займатися сім'єю та фермерством, поки чоловіки їздили до міста. Ця ізоляція також спричиняла проблеми з медичним обслуговуванням — дорога до ферм займала надто багато часу, і хворі, особливо діти, часто помирали. Це травмувало батьків і сприяло прерійному божевіллю.
Ще однією важливою причиною божевілля на преріях були суворі погодні умови та довкілля рівнин, включаючи довгі холодні зими з частими хуртовинами, за якими слідувало коротке і спекотне літо. З настанням зими здавалося, що всі ознаки життя, рослини та тварини, зникли. Внаслідок хуртовин фермери нерідко бували замкнені у своїх будинках під кількома футами снігу, і сім'ї по кілька днів сиділи всередині. Дерев було мало, а рівнина простягалася на багато миль. Деякі поселенці особливо згадували вітер, що проносився прерією, який був дуже гучним, сильним і чужим порівняно з тим, до якого вони звикли там, де жили раніше.

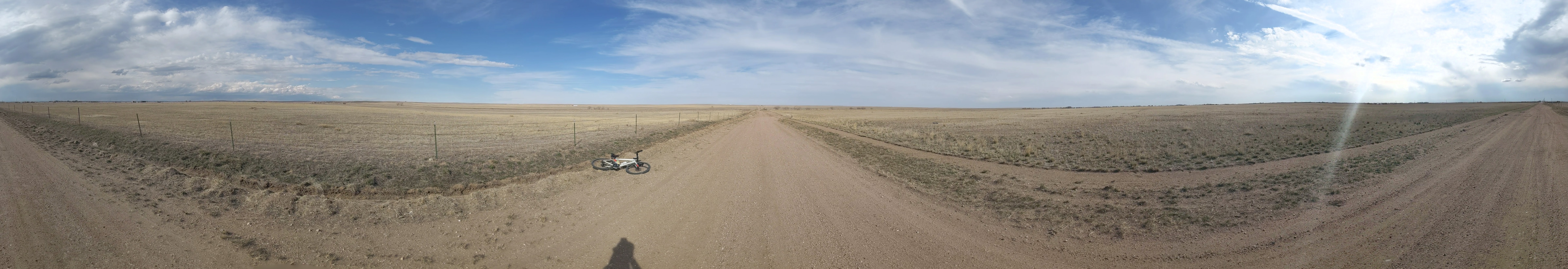
Панорама рівнинної прерії Північного Колорадо. Ландшафт тут пустельний і сухий приблизно вісім місяців на рік, з серпня по квітень

## Фактори ризику
Багато хто залишався дуже прив'язаним до свого способу життя на Сході, і спроби пристосувати свої нові домівки на Заході до старих звичаїв іноді призводили до прерійного божевілля. Інші намагалися адаптуватися до абсолютно нового способу життя та відмовилися від старих звичок, але все одно ставали жертвами божевілля. Одним із механізмів подолання емоційної травми переїзду до прерії були постійні переїзди до нових місць або періодичні повернення на Схід.
Особливо схильні до ризику прерійного божевілля були іммігранти з Європи. Сім'ї іммігрантів страждали від ізоляції, до того ж американці-поселенці, що жили поруч, часто розмовляли іншою мовою та мали інші звичаї, що було ще більшим відокремленням від суспільства. Крім того, сім'ї імігрантів сильно страждали від прерійного божевілля, оскільки вони походили з європейських сіл, які були дуже згуртованими маленькими громадами, і життя у прерії було для них жахливим шоком.
Між науковцями точаться суперечки щодо того, чи цей стан вражає жінок більше, ніж чоловіків, хоча існують приклади ураження обох статей як у художній, так і в документальній літературі XIX століття. Жінки та чоловіки мали різні прояви хвороби: жінки вдавались до соціальної ізоляції, а чоловіки — до насильства.

## Симптоми
Оскільки прерійне божевілля не є клінічним терміном, конкретний набір симптомів цього захворювання виділити складно. Описи прерійного божевілля в історичних працях, особистих розповідях та західній літературі пояснюють деякі з наслідків цього захворювання. Симптоми нагадували симптоми депресії. Жінки, які страждали від прерійного божевілля, були схильні часто плакати, неохайно одягалися та уникали соціального спілкування. Чоловіки також демонстрували ознаки депресії, яка іноді проявлялася в насильстві. Прерійне божевілля не було унікальним серед інших видів депресії, але її провокували суворі умови на прерії, і її було важко подолати, залишаючись у прерії. У крайніх випадках депресія призводила до психічного зриву й іноді до самогубства. Існують теорії, що самогубства, спричинені прерійним божевіллям, зазвичай скоювали жінки та виконували їх у ексгібіціоністській манері.

## Зникнення
Прерійне божевілля практично зникає з історичних та літературних джерел протягом XX століття — ймовірно, в результаті впровадження нових способів зв'язку та транспорту, що виникли наприкінці XIX та на початку XX століття. До них належали збільшення кількості залізничних ліній, винахід та поширення використання телефонів та автомобілів, а також подальше заселення фронтиру.